# Pachypodium decaryi
Pachypodium decaryi es una especie de arbusto perteneciente al género Pachypodium, dentro de la familia Apocynaceae. Es endémica del norte de Madagascar.

## Descripción

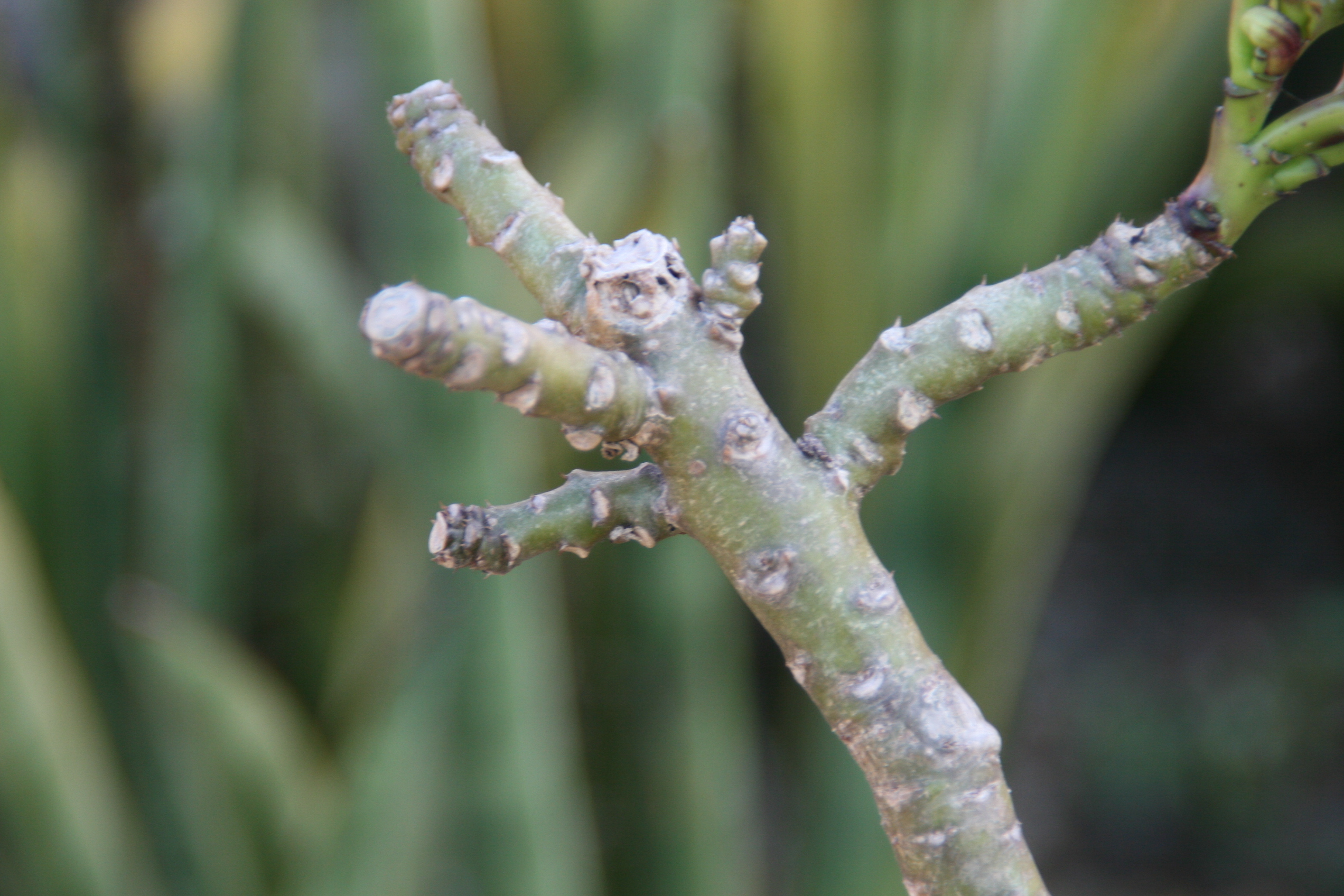
Detalle del tronco

Pachypodium decaryi es un arbusto con un tronco de hasta 2 m de altura que puede alcanzar un diámetro de 40 cm en la base. Las ramas son lisas, a diferencia de otras especies del género y tiene un número muy reducido de espinas. Las hojas miden de 5 a 10 cm de largo y de 3,5 a 5 cm de ancho. Son elípticas y puntiagudas, tienen el pecíolo corto y están finamente peludas en el envés.

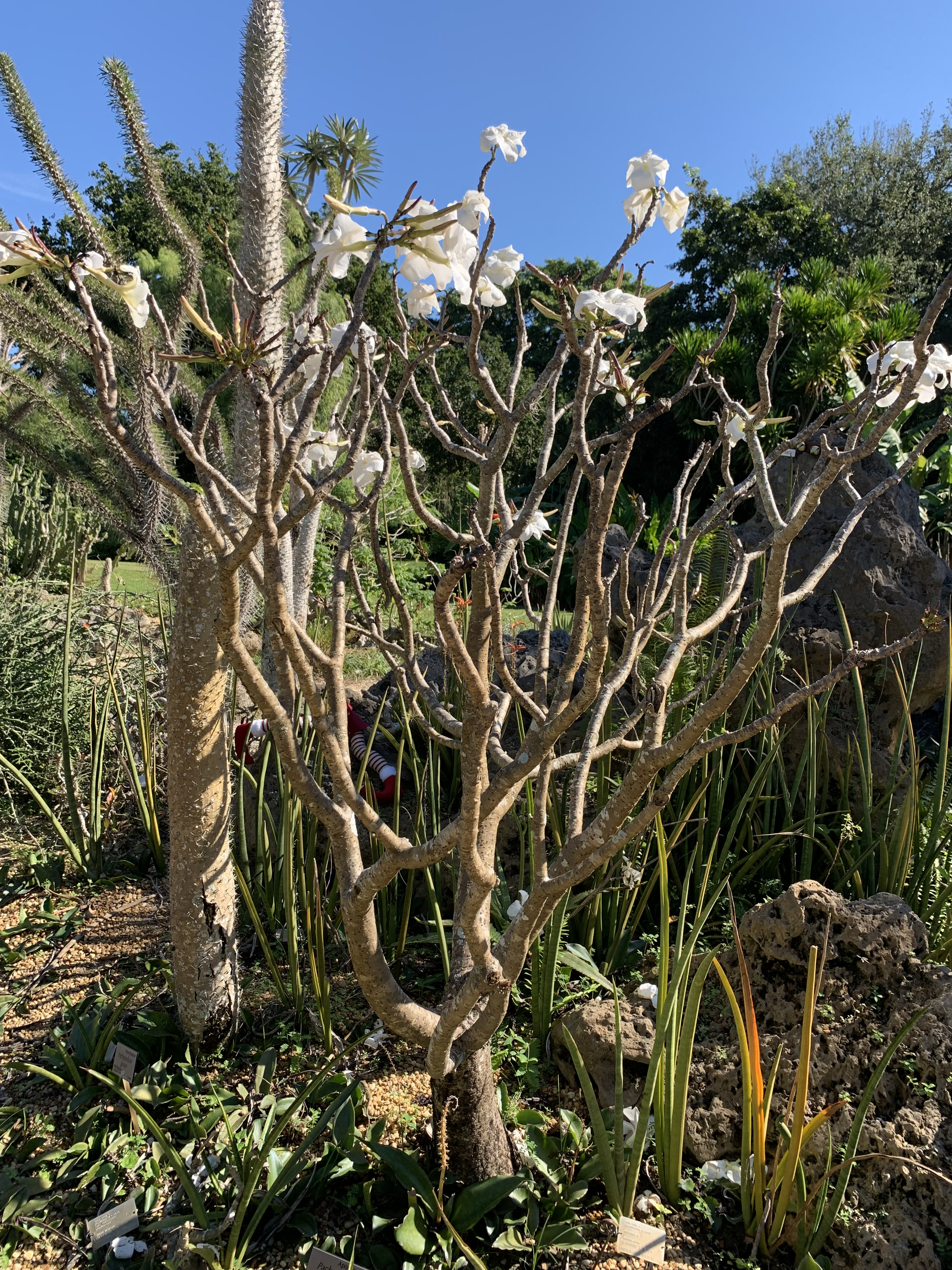
Vista de la planta

Las flores se encuentran en grupos de hasta diez en las puntas de los brotes. Tienen forma de plato, de color blanco, alcanzan un diámetro de 12 cm y una longitud de 5 a 8 cm. El tubo de la corona tiene un diámetro de aproximadamente 6 mm. Los frutos son erguidos y curvados desde la base, alcanzando 22 cm de longitud y 1 cm de diámetro. Las semillas crecen hasta un tamaño de 1 cm.

## Distribución y hábitat
El área de distribución nativa de esta especie es el norte de Madagascar y crece principalmente en el bioma tropical estacionalmente seco, concretamente en las grietas de rocas desnudas con poca agua y mucha luz solar. 

## Taxonomía
Pachypodium decaryi fue descrita por el botánico francés Henri Louis Poisson y publicada por primera vez en la revista científica Bulletin Trimestriel de l'Académie Malgache 3: 1235 en 1917.

Etimología
- Pachypodium: nombre genérico que proviene de la combinación de dos términos del griego antiguo: pachys (que significa 'grueso') y podium (que significa 'pie' o 'base'), haciendo referencia a la característica morfología de muchas especies del género, que suelen tener troncos o tallos robustos y suculentos.
- decaryi: epíteto específico otorgado en honor al botánico francés Henri Decary, quien fue un explorador y naturalista conocido por su trabajo en Madagascar y su contribución al estudio de la flora de la isla. La terminación "-i" es una forma común en la nomenclatura científica que indica que el nombre se refiere a una persona.[4]

## Usos
Pachypodium decaryi se cultiva principalmente como planta ornamental.